# هیرتسنهاین
هیرتسنهاین (به آلمانی: Hirzenhain) یک شهر در آلمان است که در وتراوکرایس واقع شده‌است.